# Гура-Тегій
Гура-Тегій (рум. Gura Teghii) — село у повіті Бузеу в Румунії. Адміністративний центр комуни Гура-Тегій.
Село розташоване на відстані 120 км на північ від Бухареста, 49 км на північний захід від Бузеу, 124 км на захід від Галаца, 66 км на схід від Брашова.

## Населення
За даними перепису населення 2002 року у селі проживала 1001 особа, усі — румуни. Усі жителі села рідною мовою назвали румунську.